# Club Baloncesto Málaga 2015-2016
Questa voce raccoglie le informazioni riguardanti il Club Baloncesto Málaga nelle competizioni ufficiali della stagione 2015-2016.

## Stagione
La stagione 2015-2016 del Club Baloncesto Málaga è la 24ª nel massimo campionato spagnolo di pallacanestro, la Liga ACB.

## Roster
Aggiornato al 14 luglio 2018.
| Unicaja Málaga 2015-16 | Unicaja Málaga 2015-16 |
| Giocatori              | Staff tecnico          |
| ---------------------- | ---------------------- |

| N. | Naz.                                                   | Ruolo | Nome                 | Anno | Alt.   | Peso   |  |
| -- | ------------------------------------------------------ | ----- | -------------------- | ---- | ------ | ------ |  |
| 1  | Francia (bandiera)                                     | G     | Edwin Jackson        | 1989 | 190 cm | 91 kg  |  |
| 2  | Rep. del Congo (bandiera) · Spagna (bandiera)          | C     | Viny Okouo           | 1997 | 214 cm | 100 kg |  |
| 3  | Romania (bandiera) · Spagna (bandiera)                 | C     | Chistian Uta         | 1997 | 211 cm | 105 kg |  |
| 4  | Spagna (bandiera)                                      | P     | Alberto Díaz         | 1994 | 188 cm | 81 kg  |  |
| 6  | Stati Uniti (bandiera)                                 | PG    | Kenny Hayes          | 1987 | 188 cm | 80 kg  |  |
| 7  | Stati Uniti (bandiera) · Macedonia del Nord (bandiera) | AG    | Richard Hendrix      | 1986 | 205 cm | 113 kg |  |
| 8  | Rep. del Congo (bandiera) · Spagna (bandiera)          | AG    | Romaric Belemene     | 1994 | 202 cm | 100 kg |  |
| 9  | Serbia (bandiera)                                      | P     | Stefan Marković      | 1988 | 198 cm | 95 kg  |  |
| 10 | Stati Uniti (bandiera) · Georgia (bandiera)            | AG    | Will Thomas          | 1986 | 203 cm | 104 kg |  |
| 11 | Spagna (bandiera)                                      | AP    | Dani Díez            | 1993 | 201 cm | 100 kg |  |
| 12 | Spagna (bandiera)                                      | AP    | Carlos Suárez        | 1986 | 203 cm | 106 kg |  |
| 13 | Bosnia ed Erzegovina (bandiera) · Spagna (bandiera)    | C     | Kenan Karahodžić     | 1996 | 209 cm | 104 kg |  |
| 14 | Spagna (bandiera)                                      | C     | Germán Gabriel       | 1980 | 207 cm | 111 kg |  |
| 15 | Stati Uniti (bandiera)                                 | G     | Jamar Smith          | 1987 | 191 cm | 84 kg  |  |
| 16 | Serbia (bandiera)                                      | PG    | Nemanja Nedović      | 1991 | 192 cm | 87 kg  |  |
| 17 | Spagna (bandiera)                                      | C     | Fran Vázquez (C)     | 1984 | 209 cm | 105 kg |  |
| 19 | Lituania (bandiera)                                    | AG    | Mindaugas Kuzminskas | 1984 | 205 cm | 102 kg |  |
| 20 | Stati Uniti (bandiera) · Serbia (bandiera)             | G     | DeMarcus Nelson      | 1985 | 193 cm | 90 kg  |  |
| 45 | Stati Uniti (bandiera)                                 | C     | Jack Cooley          | 1991 | 206 cm | 112 kg |  |

| Allenatore                                                                                           |
| - Joan Plaza                                                                                         |
| Assistente/i                                                                                         |
| - Antonio Herrera - Ángel Sánchez-Cañete Legenda - (C) Capitano - (IN) Inattivo - Infortunato Roster |

### Staff tecnico
- Fisioteraisti: Mario Bárbara
- Preparatore atletico: Enrique Salinas
- Staff medico: Carlos Salas, José Nogales e Diego Montañés.

## Mercato

### Sessione estiva
| Acquisti | Acquisti        | Acquisti         | Acquisti      | Acquisti |
| R.a      | Nome            | da               | Modalità      |          |
| -------- | --------------- | ---------------- | ------------- | -------- |
| P        | Alberto Díaz    | Fuenlabrada      | fine prestito |          |
| AP       | Dani Díez       | San Sebastián    | definitivo    |          |
| G        | Edwin Jackson   | Barcellona       | definitivo    |          |
| G        | Nemanja Nedović | Valencia         | definitivo    |          |
| AG       | Richard Hendrix | Lokomotiv Kuban' | definitivo    |          |
| G        | Jamar Smith     | Limoges CSP      | definitivo    |          |

| Cessioni | Cessioni           | Cessioni             | Cessioni         | Cessioni |
| R.       | Nome               | a                    | Modalità         |          |
| -------- | ------------------ | -------------------- | ---------------- | -------- |
| AP       | Kōstas Vasileiadīs | PAOK Salonicco       | rescissione      |          |
| C        | Vladimir Golubović | Strasburgo           | fine contratto   |          |
| P        | Jayson Granger     | Anadolu Efes         | fine contratto   |          |
| G        | Ryan Toolson       | Zenit S. Pietroburgo | fine contratto   |          |
| G        | Jón Stefánsson     | Valencia             | fine contratto   |          |
| AG       | Caleb Green        | Galatasaray          | fine contratto   |          |
| AP       | Dejan Todorović    | Bilbao Berri         | rinnovo prestito |          |
| G        | Morayo Soluade     | Axarquía             | prestito         |          |

### Dopo l'inizio della stagione
| Acquisti | Acquisti        | Acquisti       | Acquisti         | Acquisti      |
| R.       | Nome            | da             | Data             | Modalità      |
| -------- | --------------- | -------------- | ---------------- | ------------- |
| C        | Jack Cooley     | Idaho Stampede | 4 dicembre 2015  | definitivo    |
| G        | DeMarcus Nelson | Monaco         | 23 dicembre 2015 | definitivo    |
| G        | Morayo Soluade  | Axarquía       | gennaio 2016     | fine prestito |
| PG       | Kenny Hayes     | Astana         | 7 marzo 2016     | definitivo    |

| Cessioni | Cessioni        | Cessioni           | Cessioni        | Cessioni    |
| R.       | Nome            | a                  | Data            | Modalità    |
| -------- | --------------- | ------------------ | --------------- | ----------- |
| C        | Germán Gabriel  | Mar. de Anzoátegui | 2 dicembre 2015 | rescissione |
| G        | Morayo Soluade  | San Sebastián      | gennaio 2016    | rescissione |
| AG       | Richard Hendrix | Maccabi Tel Aviv   | 9 marzo 2016    | rescissione |